# КрАЗ-6443
КрАЗ-6443 (англ. KrAZ-6443) — сідловий тягач з колісною формулою 6x6 представлений в 1992 році є продовженням сімейства 6510. Призначений для буксирування напівпричепів-ваговозів по дорогах, що допускають рух автотранспортних засобів з навантаженням на здвоєні осі до 220 кН (22000 кгс).

## Конструкція
Автомобіль отримав дизельний двигун ЯМЗ-238ДЕ2 потужністю 330 к.с., восьмиступінчасту, дводіапазонну, механічну коробку передач ЯМЗ-2381 і зчеплення ЯМЗ-183. Передавальні числа коробки передач 7,30; 4,86; 3,50; 2,48; 2,09; 1,39; 1,00; 0,71.
Підвіска - передня і задня - залежна, на двох поздовжніх напівеліптичних ресорах, передня з двома гідравлічними амортизаторами, задня - балансирного типу.
Рульовий механізм - механічний, з гідравлічним підсилювачем.
Гальмівна система - пневматичного типу.
Додаткове обладнання: передпусковий підігрівач двигуна, обігрівач кабіни, сідельно-зчіпним пристроєм зменшеної висоти типу «JOST» і подовженою кабіною зі спальним місцем.
Кліматичне виконання: помірне й тропічне, температура навколишнього повітря від -45 °С до +50 °С.
З 2015 року на автомобілі КрАЗ-6443 і КрАЗ-64431 також встановлюють двигуни Євро-4 в парі з коробкою передач 9JS200TA і зчепленням MFZ-430.

## Модифікації
- КрАЗ-644321 — дослідна модель з колісною формулою 6х6 і двигуном ЯМЗ-238ФМ потужністю 320 к.с. (1987).
- КрАЗ-6443 — базова модифікація з колісною формулою 6х6.
- КрАЗ-644301 — сідловий тягач призначений для експлуатації в районах холодної кліматичної зони.
- КрАЗ-64431 — модифікація з колісною формулою 6х4 (з 1994).

## Країни-експлуатанти
- Україна - у вересні 2014 року тягачі КрАЗ-64431 поступили на озброєння Національної гвардії України.[2][3]